# Balaxanıda neft fontanı
Balaxanıda neft fontanı ist ein stummer Kurzfilm aus dem Jahre 1898. Der Film wurde am 4. August 1898 in Baku aufgenommen und auf der Internationalen Pariser Ausstellung am 6. August 1898 unter dem französischen Titel Puits de pétrole à Bakou. Vue de près veröffentlicht. Regie führte Alexander Mischon.

## Inhalt
Der Film zeigt einen Blowout (umgangssprachlich aserbaidschanisch neft fontanı, wörtlich „Erdölfontäne“) mit Bohrtürmen auf einem Ölfeld bei der Ortschaft Balaxanı, heute Teil des Stadtbezirkes Sabunçu von Baku.

## Hintergrundinformationen
Der Film wurde mit der Technik der Cinématographe der Gebrüder Lumière aufgenommen und unter der Katalognummer 1035 veröffentlicht.
Alexander Mischon war für das Kino von Aserbaidschan ein Pionier und veröffentlichte mehrere bedeutende Dokumentarfilme.